# Amtshauptmannschaft Dresden
Die Amtshauptmannschaft Dresden war ein Verwaltungsbezirk im Königreich Sachsen und im späteren Freistaat Sachsen. Ihr Gebiet gehört heute zur Stadt Dresden sowie zu den Landkreisen Bautzen, Meißen und Sächsische Schweiz-Osterzgebirge. Von 1880 bis 1924 war die Amtshauptmannschaft in die Amtshauptmannschaft Dresden-Altstadt und die Amtshauptmannschaft Dresden-Neustadt geteilt. Von 1939 bis 1952 hieß der Verwaltungsbezirk Landkreis Dresden.

## Geschichte
Die Amtshauptmannschaft Dresden wurde 1874 aus den Bezirken der Gerichtsämter Döhlen, Dresden, Moritzburg, Radeberg, Tharandt, Schönfeld und Wilsdruff gebildet. 1879 bis 1880 bestand in Döhlen eine amtshauptmannschaftliche Delegation. 1880 wurde die Amtshauptmannschaft in die Amtshauptmannschaften Dresden-Altstadt und Dresden-Neustadt geteilt. Die Stadt Dresden selbst war „exemt“ und nicht Bestandteil der Amtshauptmannschaft.
Nach Eingemeindung zahlreicher Gemeinden in die Stadt Dresden in der ersten Hälfte der 1920er-Jahre verringerte sich der Gebietsumfang beider Amtshauptmannschaften deutlich, weshalb man sie 1924 wieder zusammenlegte. 1924 wurde die Stadt Freital bezirksfrei und schied aus der Amtshauptmannschaft aus. 1935 folgte Radebeul, das ebenfalls bezirksfreie Stadt wurde.
Die Amtshauptmannschaft Dresden gehörte zur übergeordneten Kreishauptmannschaft Dresden und grenzte im Norden an die Amtshauptmannschaft Großenhain, im Osten an die Amtshauptmannschaft Pirna, im Süden an die Amtshauptmannschaft Dippoldiswalde und im Westen an die Amtshauptmannschaft Meißen. Sie erhielt 1939 die Bezeichnung Landkreis. 1946 wurden Freital und Radebeul wieder in den Landkreis eingegliedert, der bis zur Gebietsreform von 1952 in der DDR fortbestand und dann auf die neuen Kreise Dresden-Land, Bischofswerda und Freital im Bezirk Dresden aufgeteilt wurde.

## Amtshauptmänner
- 1874–1875 Otto Georg zu Münster-Langelage
- 1876–1880 Albert Eduard Berndt
- 1880 Georg von Metzsch-Reichenbach (interimistisch bis zur Teilung der Amtshauptmannschaft)

Zwischen 1880 und 1924 gab es keine Amtshauptmänner, da die Amtshauptmannschaft geteilt war.
- 1924–1927 Franz Klemens Bernhard Schulze
- 1928–1944 Ernst Venus
- Juni 1945 Paul Wittig, Landrat

## Geographie
Das Gebiet der Amtshauptmannschaft umfasste die Gebiete der Amtshauptmannschaften Dresden-Altstadt und Dresden-Neustadt und lag rechts- und linksseits der Elbe.

## Innere Gliederung
Dem Landkreis Dresden gehörten 1939 91 Kommunen an.